# Breviář

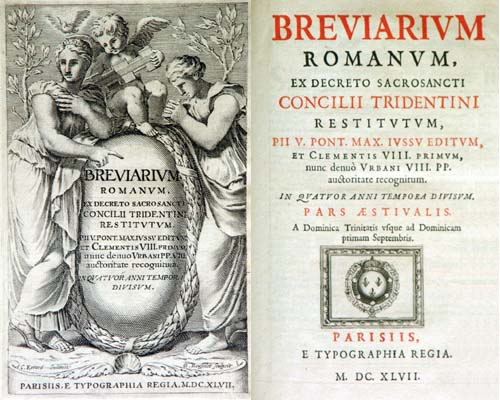
Breviarium Romanum (1647)

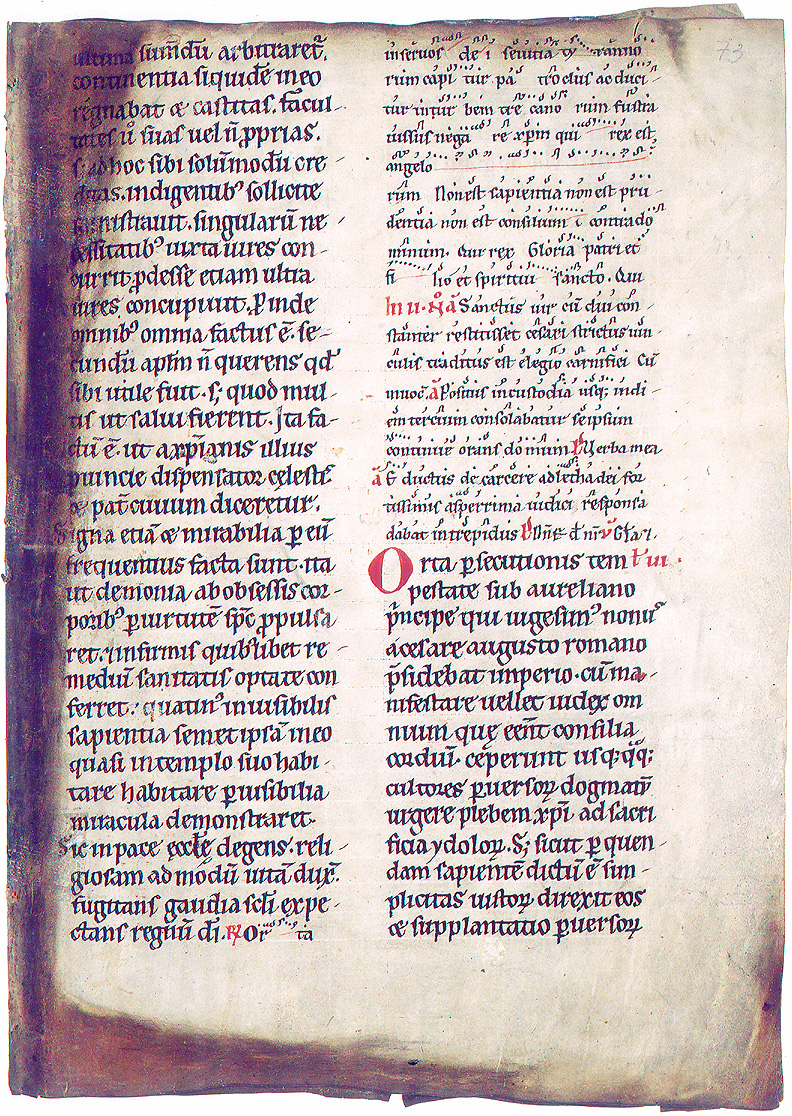
Kolínský breviář (rukopis, 12. nebo 13. století, Helsinská univerzita)

Breviář (latinsky breviarium) je liturgická kniha užívaná v západní církvi, která obsahuje veškeré texty potřebné k soukromé (individuální) modlitbě denní modlitby církve. Bývá vydáván ve více svazcích. Kniha se skládá z žalmů, úryvků biblických knih, vybraných textů svatých, hymnů a křesťanských modliteb.

## Struktura
Breviář (resp. každý jeho svazek) obvykle vykazuje dělení na několik základních oddílů, z nichž se podle určitých pravidel skládají modlitby pro každý jednotlivý den.
- úvodní oddíl (dekrety, všeobecné rubriky, kalendář)
- uspořádání (ordinarium)
- žaltář (psalterium)
- vlastní texty pro liturgické doby (proprium de tempore)
- vlastní texty pro svátky svatých (proprium de sanctis)
- společné texty o svatých (commune sanctorum)
- oficium za zemřelé (officium defunctorum)

Středověké breviáře někdy mají i další oddíly, odpovídající původnímu rozdělení na jednotlivé knihy užívané při chórové modlitbě. V novodobých breviářích je jejich obsah zařazen na příslušná místa výše vyjmenovaných oddílů.
- hymnář
- kolektář

Potridentské breviáře mají po společných textech o Panně Marii zařazeny mariánské hodinky. Na konci bývá připojen „cestovní“ výběr modliteb a krátkých obřadů bezprostředně nesouvisejících s denní modlitbou církve, protože se předpokládalo, že breviář má kněz s sebou víceméně nepřetržitě, nezřídka jako jedinou liturgickou knihu. Někdy také obsahují jeden nebo více dodatkových oddílů textů pro svátky svatých s formuláři svátků specifických pro určité území nebo řeholní společnost (officia propria).

## Dělení na svazky
Kompletní textový materiál denní modlitby církve na celý liturgický rok je velice rozsáhlý, proto je obvyklé dělit ho pro pohodlí uživatele do několika svazků. Ty jsou rozděleny podle logiky liturgického roku a jsou koncipovány tak, aby na dané období vystačil vždy jeden svazek. Části užívané po celý rok se proto ve všech svazcích opakují.
Historicky nejobvyklejší je dělení na dva nebo čtyři svazky. Některé varianty breviáře reformovaného po Druhém vatikánském koncilu (mj. české vydání Denní modlitby církve z r. 1988 a německý Stundenbuch) opouštějí zásadu „na dané období jeden svazek“ a z breviáře vydělují do samostatných svazků lekcionář modlitby se čtením.
Kromě kompletního několikasvazkového breviáře se tisknou také výbory z něj. Nejrozšířenější z nich je „téměř kompletní“ breviář v jednom svazku, vynechávající modlitbu se čtením (historicky „diurnál“, horae diurnae; dnes pro svou oblíbenost mezi katolickými laiky často nazývaný „laický breviář“).